# الكسندر ستيوارت (سياسي بريطاني)
الكسندر ستيوارت (بالإنجليزية: Alexander Stewart)‏ هو سياسي بريطاني، ولد في 29 نوفمبر 1962. نشط حزبياً في الاسكتلنديون المحافظون ‏. في 2016 Scottish Parliament election ‏، انتخب Member of the 5th Scottish Parliament ‏ عن دائرة Mid Scotland and Fife (Scottish Parliament electoral region) ‏ وقد انضم خلال فترته النيابية ‏ (5 مايو 2016 – )  للكتلة البرلمانية الاسكتلنديون المحافظون ‏.